# 舒羅韋
50°29′0″N 35°21′14″E / 50.48333°N 35.35389°E
舒羅韋（烏克蘭語：Шурове）是位於烏克蘭東北部的村莊，由蘇梅州奥赫蒂尔卡区的大皮薩里夫卡市鎮負責管轄。該村處於沃爾斯克拉河左岸，距離什羅基別列格和德魯日巴 (大皮薩里夫卡區)1公里，2001年人口66。